# Abrame Ier de Jérusalem
Abrame Ier (en grec Άβράμιος A', mort en 1787) fut patriarche orthodoxe de Jérusalem de juin/juillet 1775 au 13 novembre 1787.